# Willoughby Spit
Willoughby Spit è una penisola situata nella città di Norfolk, Virginia, Stati Uniti. Circondata dalla Baia di Chesapeake a nord, Hampton Roads a ovest e la Baia di Willoughby a sud, questa formazione geografica ha origini peculiari legate agli eventi atmosferici estremi ed è diventata un importante sito per progetti di protezione costiera.

## Storia e formazione

### Origine naturale
Willoughby Spit si è formata a seguito di un uragano intorno al 1749 ed è stata continuamente modellata da tempeste costiere nel corso dei secoli. Il nome deriva da Thomas Willoughby, un colono arrivato in Virginia nel 1610, la cui famiglia ottenne la concessione del terreno nel 1625. Secondo una leggenda locale, una tempesta nel 1667 avrebbe improvvisamente creato una lingua di terra davanti alla casa di Thomas Willoughby II, portando la famiglia a richiederne la proprietà.

### Evoluzione nei secoli
Le tempeste hanno continuato a modificare la morfologia della penisola, con eventi particolarmente significativi come il Grande Uragano Costiero del 1806. I registri meteorologici ufficiali di Norfolk iniziarono nel 1871, ma testimonianze precedenti provengono da fonti storiche, registri di bordo e cronache giornalistiche.

## Caratteristiche geografiche

### Profilo fisico
Willoughby Spit si estende con un profilo costiero caratterizzato da spiagge sabbiose, con un'altezza media di circa 2,4 metri. La sua conformazione la rende vulnerabile all'erosione e agli effetti delle tempeste.

### Impatto delle tempeste moderne
Nel corso degli anni, le tempeste hanno minacciato edifici e infrastrutture lungo la penisola. Particolarmente devastante fu l'uragano Isabel del 2003, che distrusse gran parte delle protezioni costiere e danneggiò numerose abitazioni, spingendo le autorità locali a intensificare gli sforzi di protezione.

## Progetti di protezione costiera

### Interventi strutturali
A partire dagli anni '90, la città di Norfolk, con il supporto dello Stato della Virginia, ha realizzato frangiflutti lungo la costa di Willoughby Spit e Ocean View. Tuttavia, i finanziamenti furono interrotti prima del completamento del ripascimento delle spiagge, lasciando alcune aree vulnerabili.

### Progetto di riduzione dei danni da tempeste
Il "Willoughby And Vicinity Storm Damage Reduction Project" è il più grande progetto di mitigazione delle tempeste nella città di Norfolk. Il piano prevede il posizionamento di oltre 1,2 milioni di iarde cubiche di sabbia, l'allargamento della spiaggia fino a 60 piedi e la manutenzione periodica ogni nove anni per garantire la protezione della linea costiera.